# Tubbergen
Tubbergen (baix alemany Tubbege, Tubbig, Tubbargn) és un municipi de la província d'Overijssel, al centre-est dels Països Baixos. L'1 de gener de 2009 tenia 21.074 habitants repartits per una superfície de 147,40 km² (dels quals 0,42 km² corresponen a aigua).

## Centres de població
| Tubbergen     | 5474 |
| Geesteren     | 4288 |
| Albergen      | 3542 |
| Harbrinkhoek  | 1543 |
| Langeveen     | 1272 |
| Reutum        | 1210 |
| Fleringen     | 915  |
| Vasse         | 903  |
| Manderveen    | 642  |
| Mander        | 374  |
| Mariaparochie | 296  |
| Hezingen      | 207  |
| Haarle        | 134  |

Font: CBS / web de Tubbergen

## Política
| Partit               | Locals 2002 | Generals 2003 | Locals 2006 | Generals 2006 |
| -------------------- | ----------- | ------------- | ----------- | ------------- |
|                      | en %        | en %          | en %        | en %          |
| Total                | 70,0        | 88,4          | 69,7        | 86,7          |
| CDA                  | 70,7        | 71,8          | 58,4        | 66,6          |
| VVD/Gemeentebelangen | 20,0        | -             | 23,9        | -             |
| PvdA                 | 9,3         | 9,2           | 18,8        | 9,1           |
| VVD                  | -           | 9,2           | -           | 8,9           |
| SP                   | -           | 2,4           | -           | 7,9           |
| PVV                  | -           | -             | -           | 3,6           |
| GroenLinks           | -           | 1,6           | -           | 1,4           |
| ChristenUnie         | -           | 0,1           | -           | 0,9           |
| D66                  | -           | 1,5           | -           | 0,5           |
| PvdD                 | -           | -             | -           | 0,5           |
| EénNL                | -           | -             | -           | 0,3           |
| LPF                  | -           | 2,7           | -           | 0,1           |
| SGP                  | -           | 0,1           | -           | 0,1           |

## Galeria d'imatges

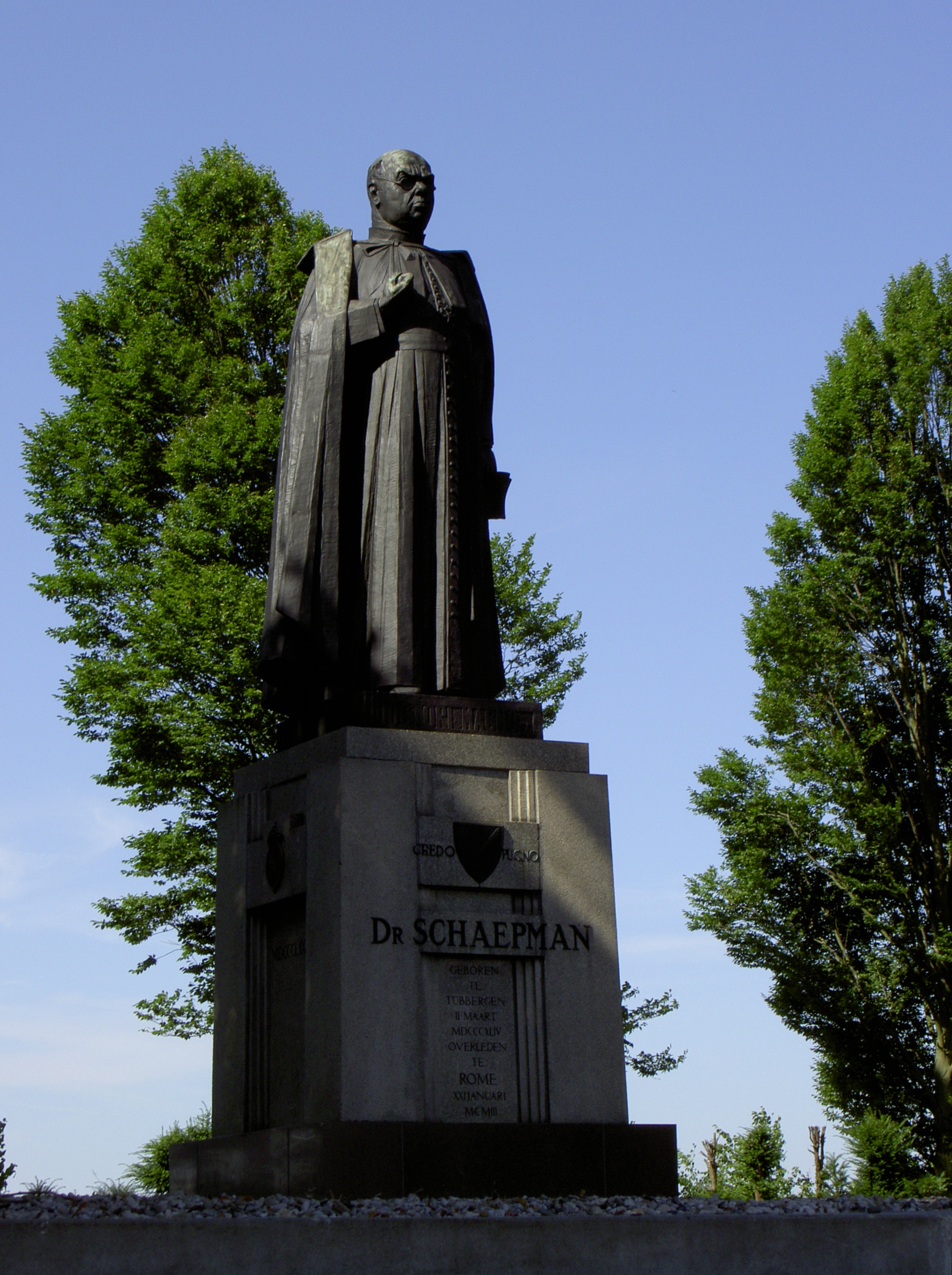
Monument al dr Schaepman
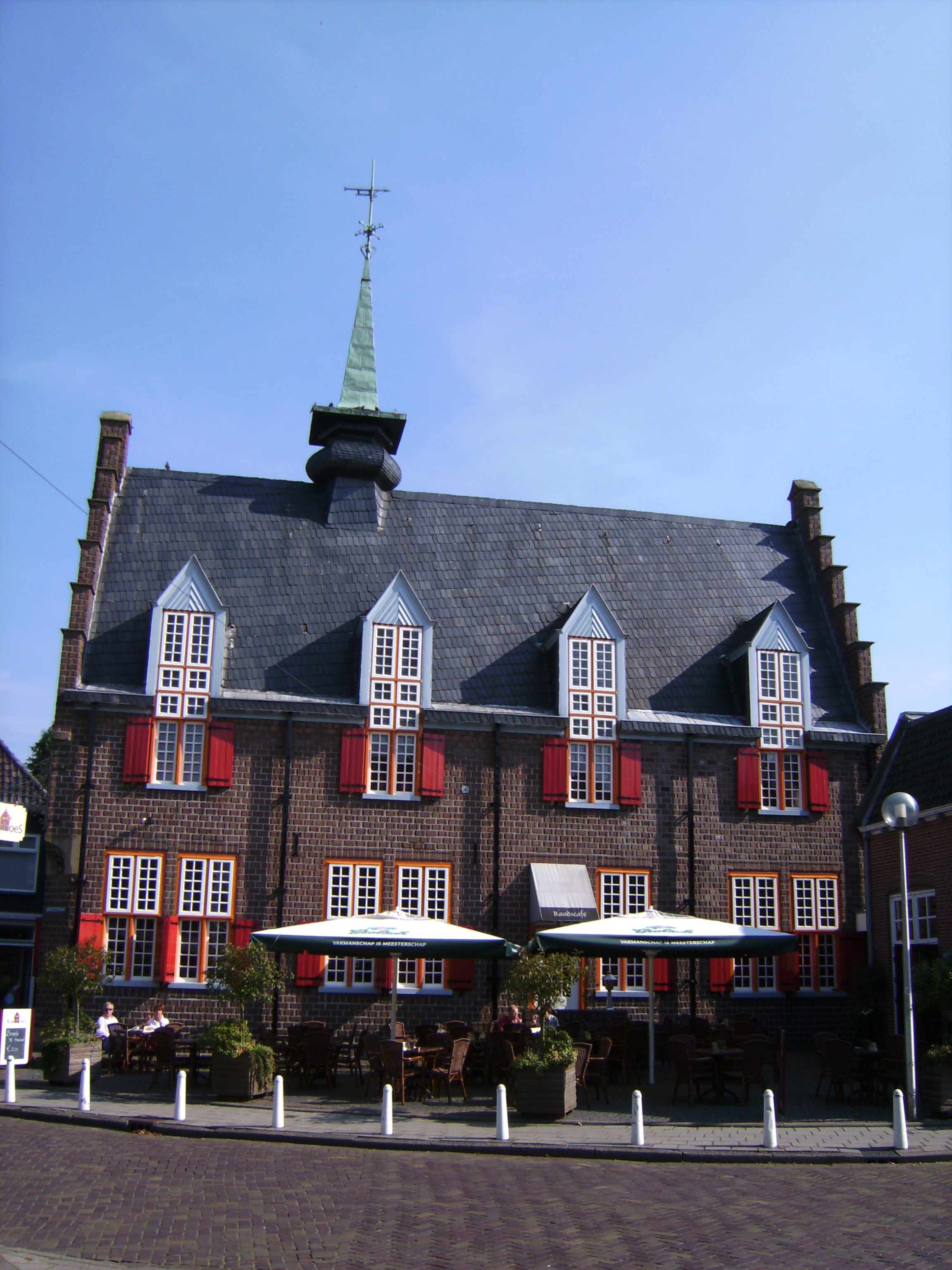
Antic ajuntament
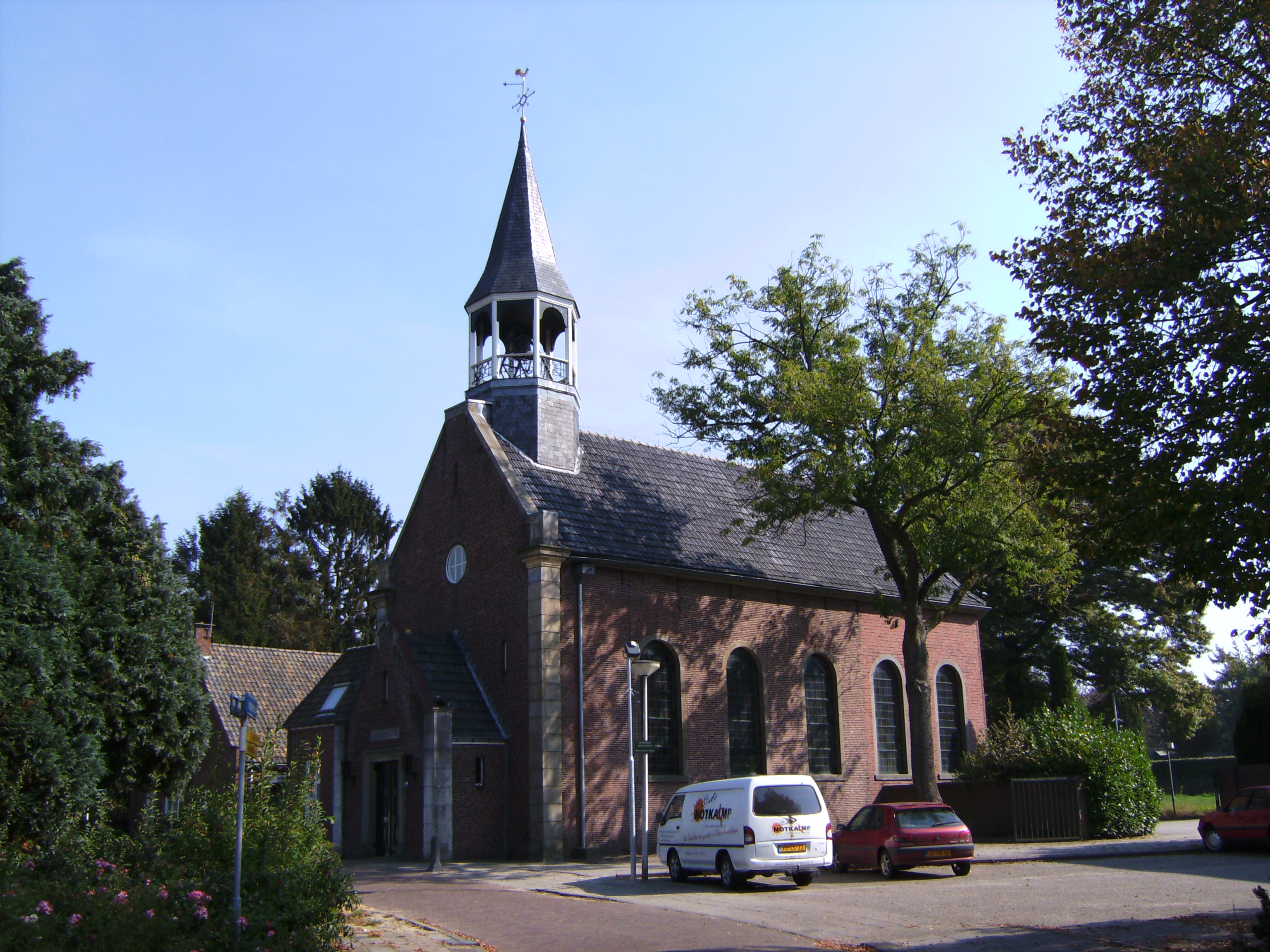
Església Reformada Neerlandesa